# Рагимов, Рустам Талят оглы
Рустам Талят оглы Рагимов (род. 6 марта 1948, Баку) — советский футболист и судья всесоюзной категории (06.02.1984).

## Биография
Родился 6 марта 1948 в Баку. Первым профессиональным клубом Рустама Рагимова стал «Нефтяник» из Баку.
В 1971 он выступал в махачкалинском клубе «Динамо».
В 1972 играл в «Памире» из Душанбе.
После окончания футбольной карьеры принял решение стать арбитром. Свой первый матч в высшей лиге чемпионата СССР Рагимов провёл в 1983 году. Дебют пришёлся на матч вильнюсского «Жальгириса» и харьковского «Металлиста», в котором со счётом 3:2 победу одержали литовцы.
Последним матчем в качестве судьи стал финал Кубка Содружества 1994 года.
В 1992 году награждён серебряной и золотой медалями за обслуживание 80 и 100 игр чемпионатов и на кубок СССР. Трижды входил в список «10» лучших арбитров СССР. В 2004 году в честь 50-летия УЕФА был награждён дипломом «Лучший арбитр Азербайджана за 50 лет». В 2010 году указом президента Азербайджана награждён званием «Заслуженный деятель физической культуры». В 2010 году награждён дипломом и призом олимпийского комитета Азербайджана «Справедливый арбитр года». Рустам Рагимов был признан третьим футбольным арбитром Азербайджана в XX веке после Тофика Бахрамова и Эльдара Азимзаде.

По данным на 2008 год бывший рефери является сотрудником АФФА, а также ведёт при ассоциации курсы для молодых судей.
В 2008 году выпустил пособие для судей «Умение читать игру и методика судейсва».
В 2010 году Рустам Рагимов указом Президента Азербайджана Ильхама Алиева награджен званием «Заслуженный деятель физической культуры»
В 2010 году награждён дипломом Олимпийского Комитета Азербайджана «Справедливый арбитр года»
С 2012 года возглавляет должность заместителя председателя «Союза Ветеранов» АФФА.
В 2016 году выпустил книгу «Это моя судьба».